# Jane Seymour (actriz)
Joyce Penelope Wilhelmina Falkenberg (Londres, 15 de febrero de 1951), conocida artísticamente como Jane Seymour, es una actriz británica. Fue nombrada Oficial de la Orden del Imperio Británico en el año 2000.

## Biografía
Seymour es hija del matrimonio entre John Benjamin Falkenberg, obstetra, y Mieke Frankenberg, enfermera de origen neerlandés.
Famosa por su particular belleza y femineidad al interpretar mujeres decididas, rebeldes y románticas, es conocida por su actuación como Solitaire en el filme de James Bond Vive y deja morir (1973).
Fue seleccionada como protagonista de la miniserie de televisión El pájaro canta hasta morir. Sin embargo, en el rodaje de una escena romántica pasional, la actriz tuvo un incidente íntimo casual durante la misma que afectó y molestó en gran medida al protagonista, Richard Chamberlain, y fue despedida por petición del mismo y reemplazada por la menos conocida Rachel Ward.
Desarrolló uno de sus papeles románticos más memorables como la actriz de principios de siglo XX Elise McKenna en Somewhere in Time, con Christopher Reeve y Christopher Plummer.
En 1988 protagonizó una película española El túnel, de Antonio Drove. Posteriormente se volcó en trabajos para la televisión, como su papel de la doctora Michaela 'Mike' Quinn en la serie La doctora Quinn (1993-97), con Joe Lando.
En febrero de 2018, posó para Playboy por tercera vez, convirtiéndose a la edad de 67 años en la mujer de más edad en ser fotografiada para la revista.  En la entrevista Playboy, contó cómo dejó brevemente la actuación después de ser acosada sexualmente por un productor de cine no identificado a principios de los años 1970.

## Vida privada
Se ha casado cuatro veces; con Michael Attenborough (1971-1973 Div.), Geoffrey Planer (1977-1978 Div.), David Flynn (18 de julio de 1981-mayo de 1992 Div.). Sostuvo un breve y mediático romance con Joe Lando para luego casarse con James Keach (1993 - 2015 Div.). Sus hijos son Katherine Flynn (1982), Sean Flynn (1986), John Stacy Keach (1995) y Kristopher Steven Keach (1995).
En junio de 2017 reveló en una entrevista con Megyn Kelly que fue agredida sexualmente por el productor Ray Stark en su juventud, a raíz de que se descubriera que su hijo fue drogado en una fiesta de Hollywood.

### Filantropía
Seymour es una embajadora famosa de Childhelp, una organización nacional sin fines de lucro dedicada a ayudar a las víctimas de abuso y negligencia infantil. En 2007, patrocinó un concurso infantil de Almohada de Arte como parte de la Colección Jane Seymour, y las ganancias se destinaron a Childhelp.

## Filmografía
- 1972: El joven Winston
- 1973: Vive y deja morir
- 1977: Simbad y el ojo del tigre
- 1977: Séptima avenida (Seventh Avenue, 1977). Miniserie TV
- 1978: Las cuatro plumas
- 1978: Battlestar Galactica
- 1980: Somewhere in Time
- 1982: La Pimpinela Escarlata (como Marguerite St. Just)
- 1983: El fantasma de la ópera
- 1983: The Haunting Passion
- 1984: Lassiter
- 1988: El túnel
- 1989: Historia de una revolución (como la reina María Antonieta)
- 1993: Heidi (como Señorita Rottenmeier)
- 1993-1999: La Doctora Quinn (protagonista de la serie)
- 1998: Quest of Camelot
- 1999: Memorias del Corazón
- 2000: Los hijos del ayer
- 2001: Dr. Quinn, Medicine Woman: The Heart Within
- 2002: Heart of a Stranger
- 2002: Touching Wild Horses
- 2004: Smallville. Capítulo 20 de la Temporada 4, llamado Más años en menos días, en el personaje Genevieve Teague.
- 2005: Wedding Crashers
- 2005: The Beach Party at the Threshold of Hell
- 2006: How I Met Your Mother Capítulo 6 de la Temporada 2 «La justicia de Aldrin» Profesora de Marshall
- 2006: Modern Men
- 2006: After Sex
- 2007: After Sex
- 2007: Blind Dating
- 2011: Matrimonio por amor
- 2011: Perfectly Prudence
- 2011: Castle Capítulo 18 de la Temporada 3: 'Una vida que perder', como Gloria Chambers
- 2011: Un plan para enamorarse
- 2013: Lovestruck: The musical
- 2013: Austenland
- 2014: Un amor de diseño
- 2014: A Royal Christmas
- 2016: 50 sombras de Black
- 2017: Sandy Wextler
- 2017: Rezando por la lluvia
- 2017: Becoming Bond
- 2018: Mistrust
- 2019: El método Kominsky
- 2020: The War with Grandpa
- 2022: A Christmas Spark
- 2024: Irish Wish (película para Netflix)

## Premios y nominaciones

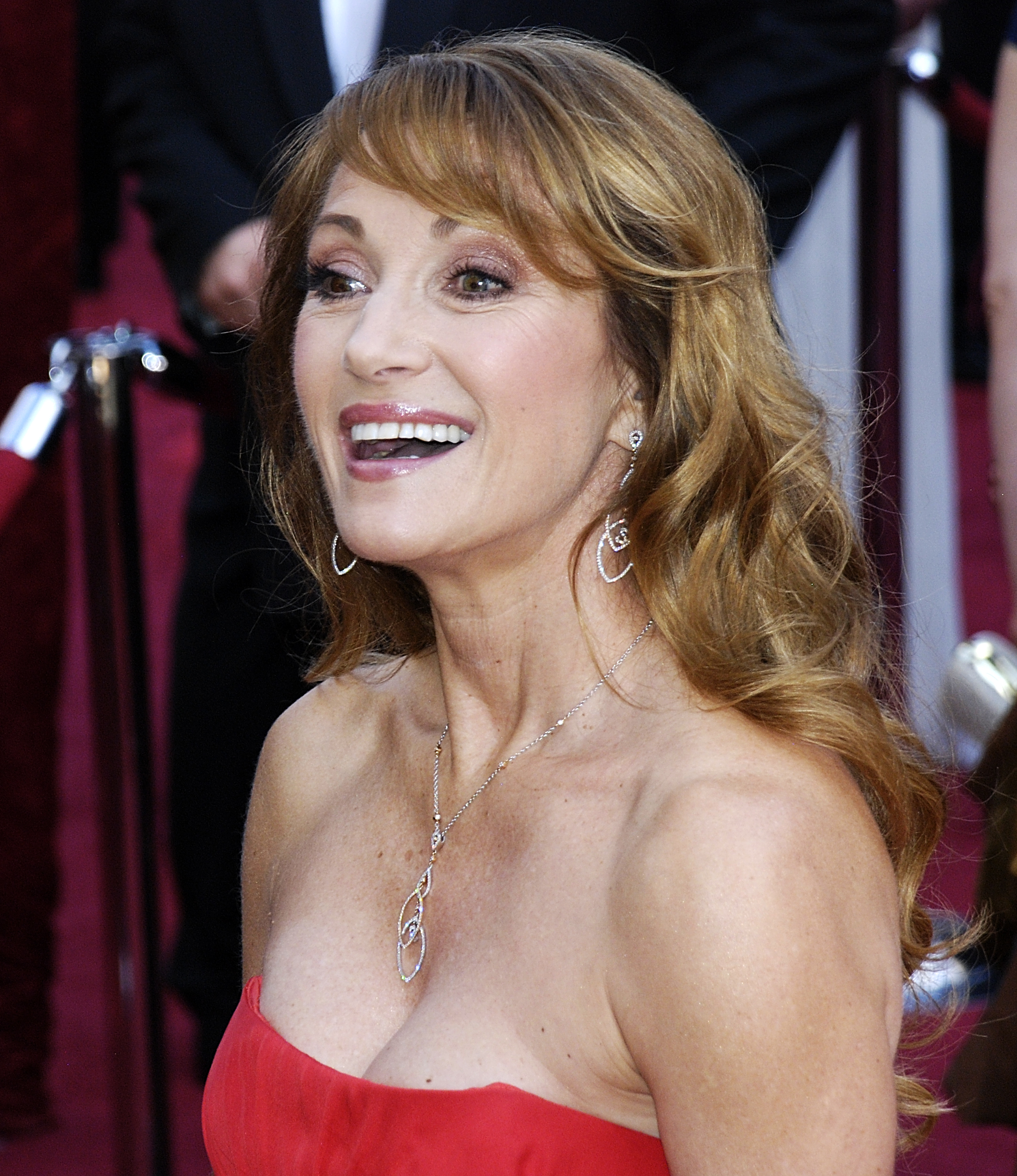
Seymour en la gala de los Premios de la Academia en 2010.

### Premios Globo de Oro
| Año  | Categoría                            | Trabajo Nominado          | Resultado | Ref.   |
| ---- | ------------------------------------ | ------------------------- | --------- | ------ |
| 1982 | Mejor actriz - Miniserie o telefilme | East of Eden              | Ganadora  | [ 10 ] |
| 1989 | Mejor actriz - Miniserie o telefilme | The Woman He Loved        | Nominada  | [ 10 ] |
| 1989 | Mejor actriz - Miniserie o telefilme | War and Remembrance       | Nominada  | [ 10 ] |
| 1990 | Mejor actriz - Miniserie o telefilme | War and Remembrance       | Nominada  | [ 10 ] |
| 1994 | Mejor actriz - Serie dramática       | Dr. Quinn, Medicine Woman | Nominada  | [ 10 ] |
| 1995 | Mejor actriz - Serie dramática       | Dr. Quinn, Medicine Woman | Nominada  | [ 10 ] |
| 1996 | Mejor actriz - Serie dramática       | Dr. Quinn, Medicine Woman | Ganadora  | [ 10 ] |
| 1997 | Mejor actriz - Serie dramática       | Dr. Quinn, Medicine Woman | Nominada  | [ 10 ] |

### Premios Primetime Emmy
| Año  | Categoría                                       | Trabajo Nominado                      | Resultado | Ref.   |
| ---- | ----------------------------------------------- | ------------------------------------- | --------- | ------ |
| 1977 | Mejor actriz - Miniserie o telefilme            | Captains and the Kings                | Nominada  | [ 11 ] |
| 1988 | Mejor actriz de reparto - Miniserie o telefilme | Onassis: The Richest Man in the World | Ganadora  | [ 11 ] |
| 1989 | Mejor actriz - Miniserie o telefilme            | War and Remembrance                   | Nominada  | [ 11 ] |
| 1994 | Mejor actriz - Serie dramática                  | Dr. Quinn, Medicine Woman             | Nominada  | [ 11 ] |
| 1998 | Mejor actriz - Serie dramática                  | Dr. Quinn, Medicine Woman             | Nominada  | [ 11 ] |

### Premios del Sindicato de Actores
| Año  | Categoría                      | Trabajo Nominado          | Resultado | Ref.   |
| ---- | ------------------------------ | ------------------------- | --------- | ------ |
| 1995 | Mejor actriz - Serie dramática | Dr. Quinn, Medicine Woman | Nominada  | [ 12 ] |
| 1997 | Mejor actriz - Serie dramática | Dr. Quinn, Medicine Woman | Nominada  | [ 13 ] |